# Bugatti Type 10
Pour les articles homonymes, voir Bugatti (homonymie) et 10.
 (avril 2023).
Si vous disposez d'ouvrages ou d'articles de référence ou si vous connaissez des sites web de qualité traitant du thème abordé ici, merci de compléter l'article en donnant les références utiles à sa vérifiabilité et en les liant à la section « Notes et références ».
La Bugatti Type 10 ou petit pur-sang est un prototype de voiture de sport du constructeur automobile Bugatti, conçu entre 1907 et 1909 par Ettore Bugatti. Ce prototype est à l'origine de la fondation de Bugatti et de l'usine Bugatti de Molsheim en Alsace en 1909.

## Historique
Ettore Bugatti (1881-1947) commence sa carrière de concepteur et pilote de voitures de sport : 
- 1898 : comme apprenti chez Prinetti & Stucchi (en) à Milan, où il conçoit ses premières Bugatti Type 1 (1899) et Bugatti Type 2 (1900).
- 1902 : association avec Lorraine-Dietrich-De Dietrich à Niederbronn-les-Bains à 50 km au nord de Strasbourg, avec Eugène-Dominique de Dietrich, Amédée Bollée et Émile Mathis, pour produire des De Dietrich Bugatti Type 3, 4 et 5
- 1904 : fondation de Mathis avec Émile Mathis à Illkirch-Graffenstaden (10 km au sud de Strasbourg), pour produire des Mathis Hermès Simplex (Bugatti Type 6 et 7).
- 1907 : association avec Deutz AG de Nikolaus Otto et son fils Gustav Otto (fondateur de BMW en 1917) à Cologne, pour produire des Bugatti Type 8 (en) et 9.

Usine Bugatti de Molsheim-Dorlisheim de 1909
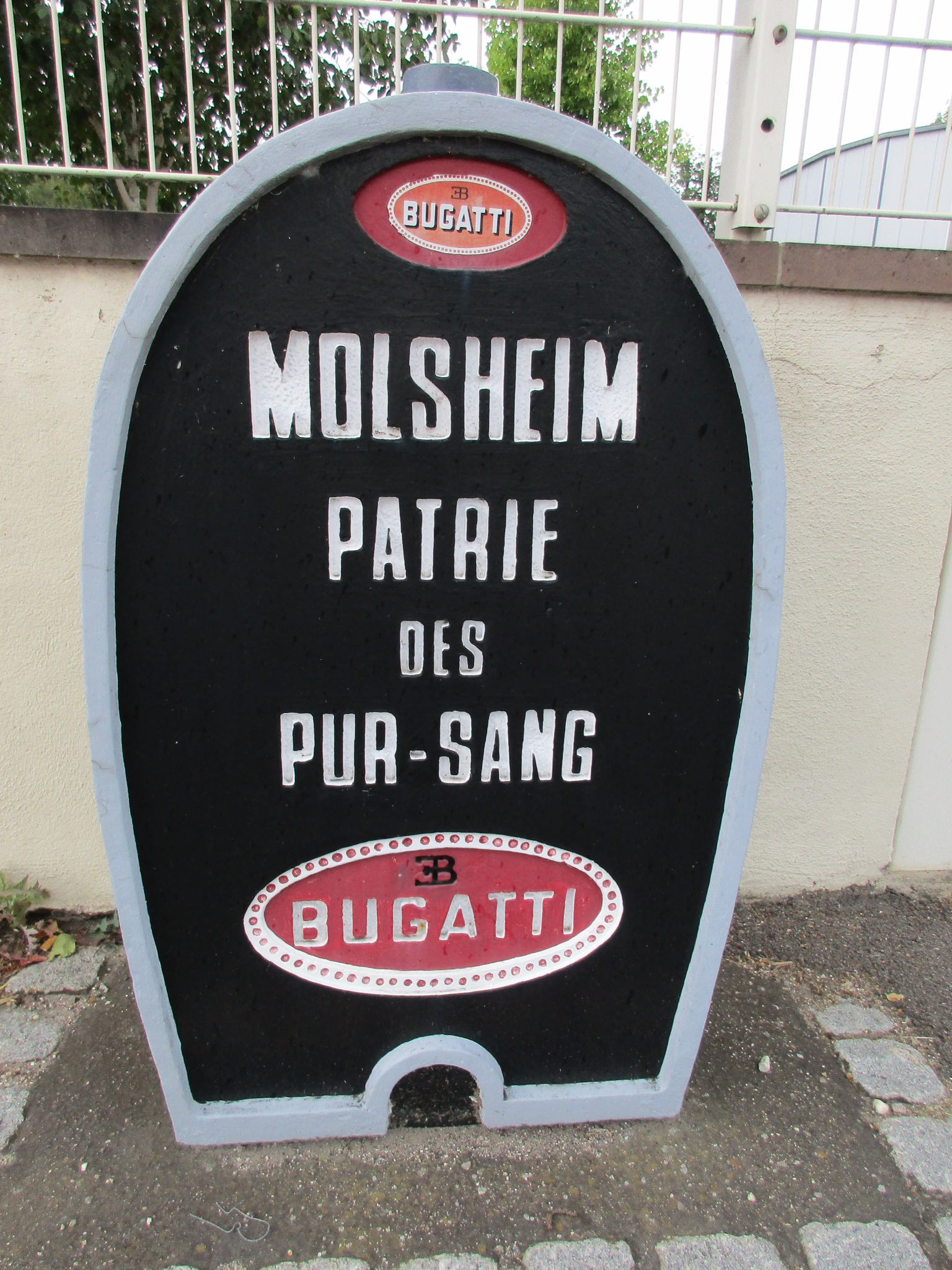
Molsheim, patrie des pur-sang Bugatti
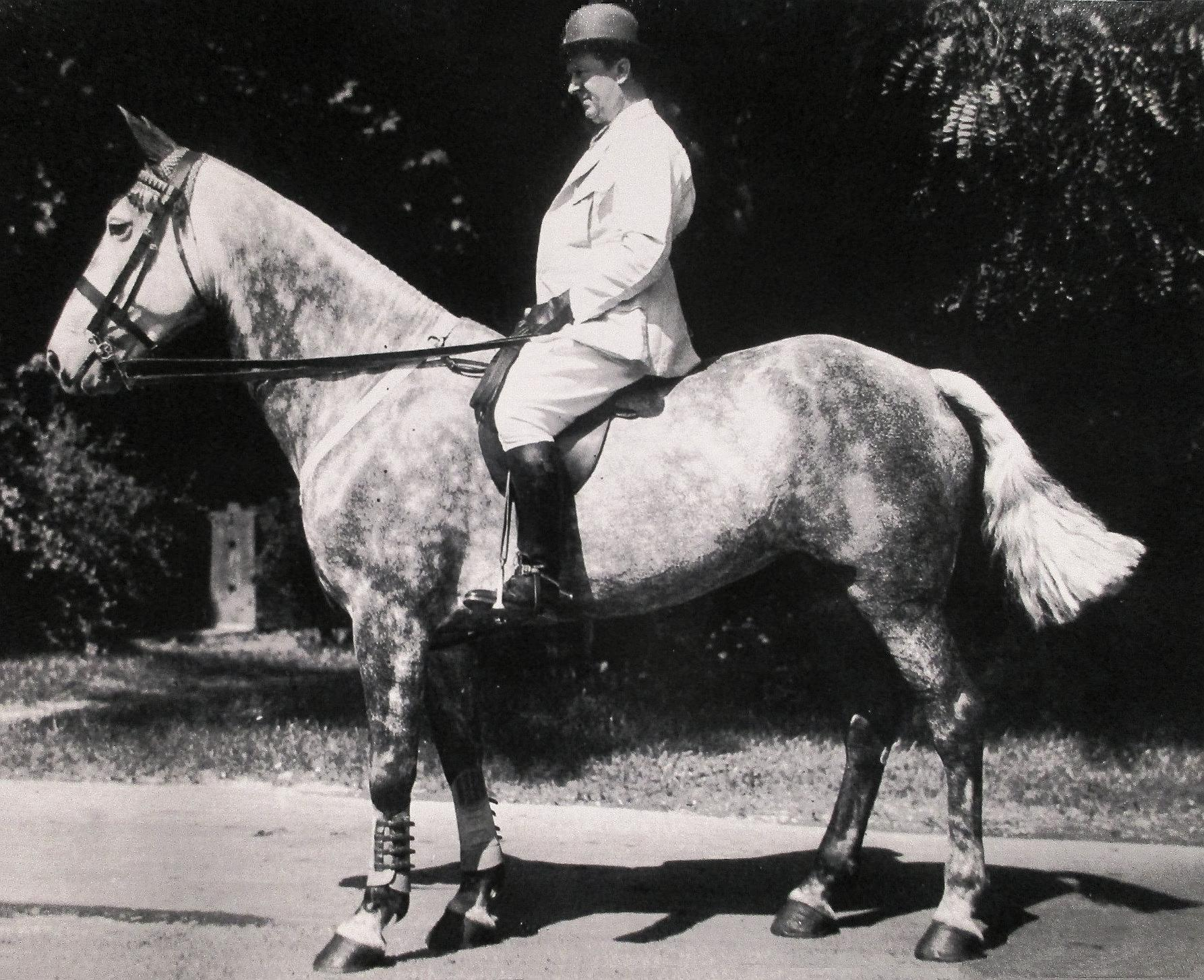
Ettore Bugatti, et son pur sang Brouillard
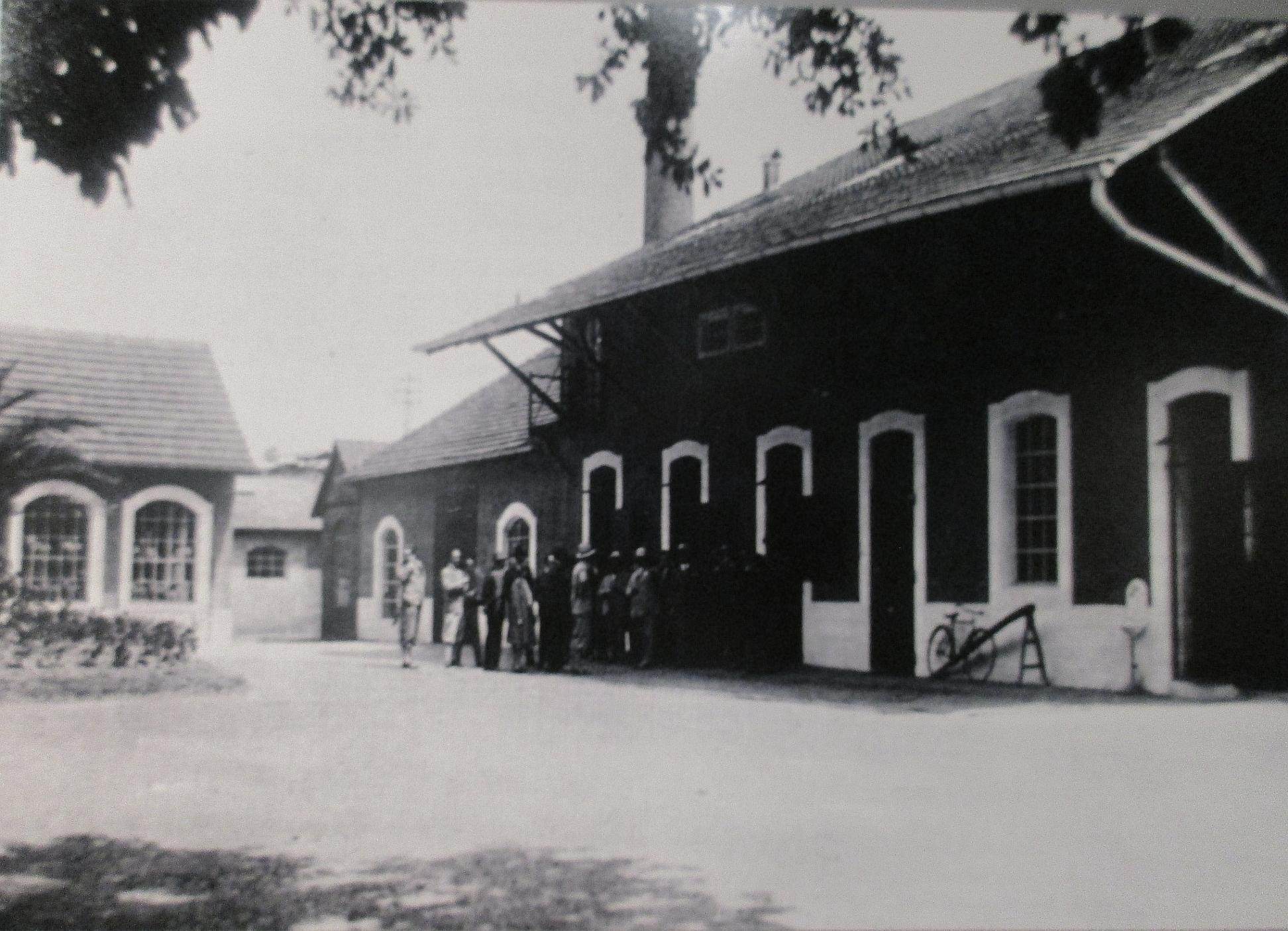
Garage, magasin, et écuries Bugatti, de l'usine Bugatti de Molsheim en 1909
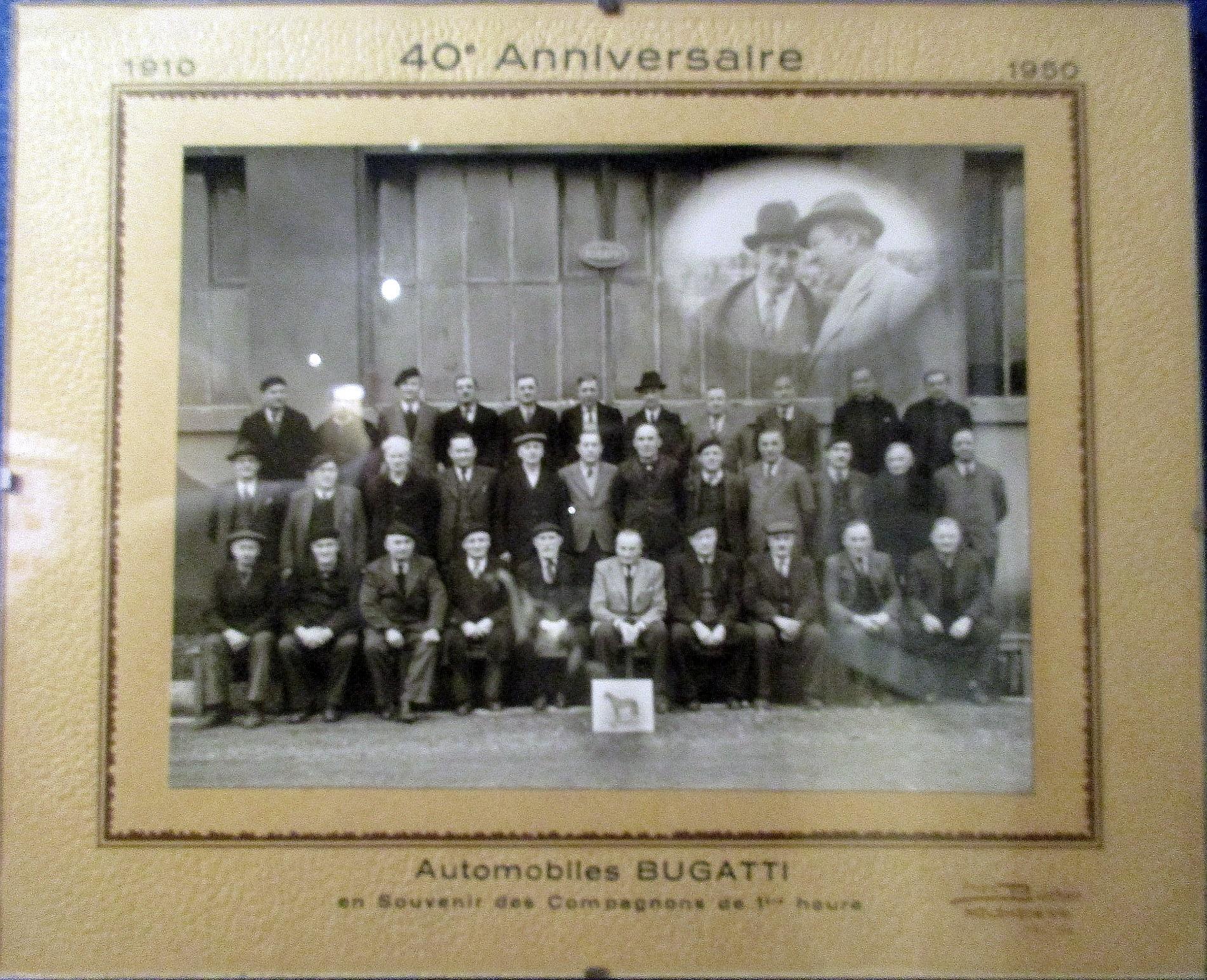
Les salariés Bugatti historiques de la première heure (1910-1950)

Entre 1907 et 1909 il conçoit personnellement pour son propre compte ce prototype de voiture de sport de luxe et de course, inspiré de ses précédents modèles, avec son savoir faire et selon ses propres idéaux de performance et de luxe, dans l'atelier de son domicile personnel de Cologne, avec châssis, carrosserie légère en alliage d'aluminium, et moteur monobloc (en) Bugatti 4 cylindres en ligne ACT, 2 soupapes par cylindre, de 1,2 L pour 12 ch et 88 km/h de vitesse de pointe. Il le baptise le petit pur-sang (qu'il associe à sa marque, en rapport à sa passion pour le sport hippique).

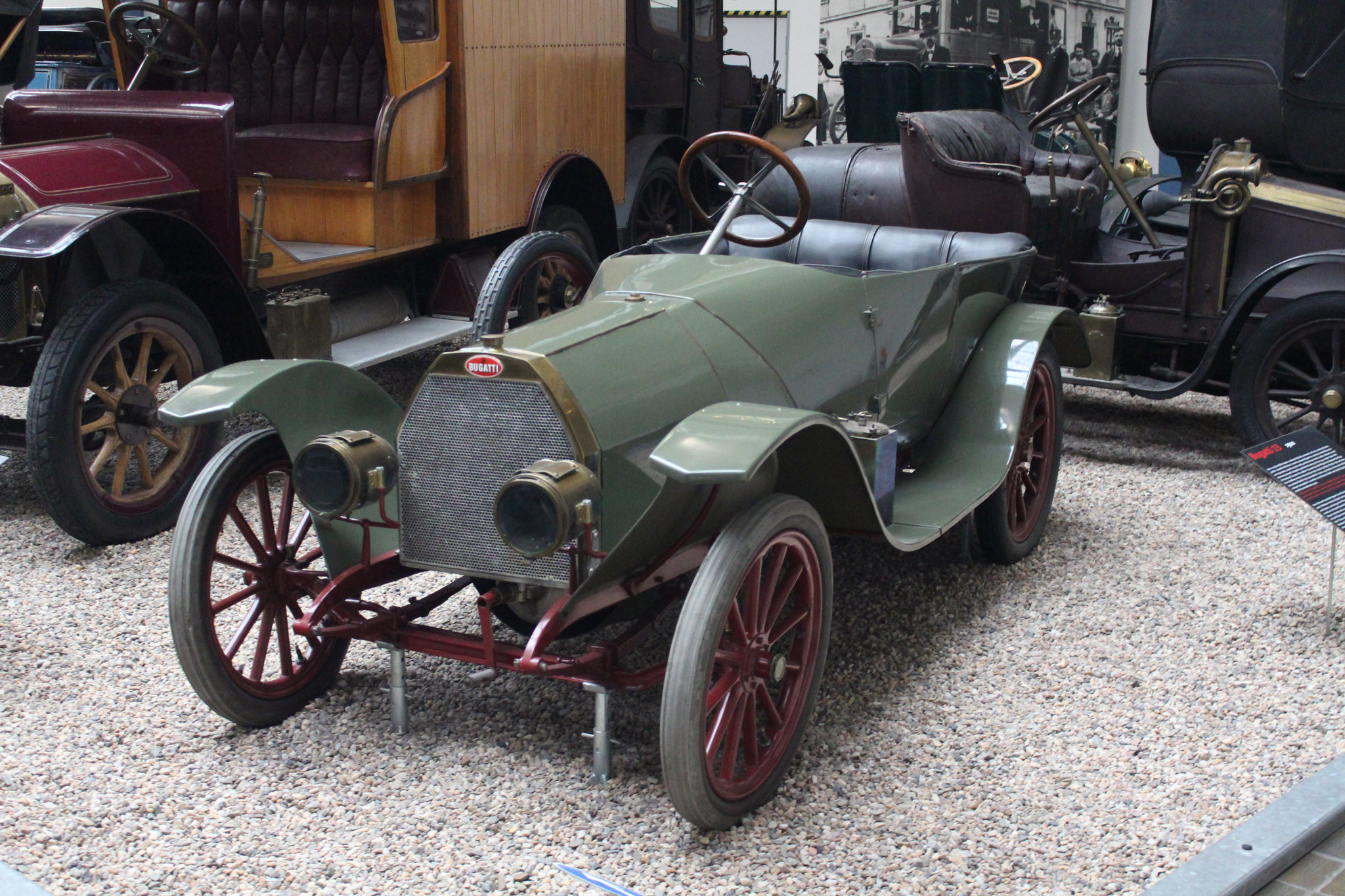
Premières Bugatti Type 13 de 1910
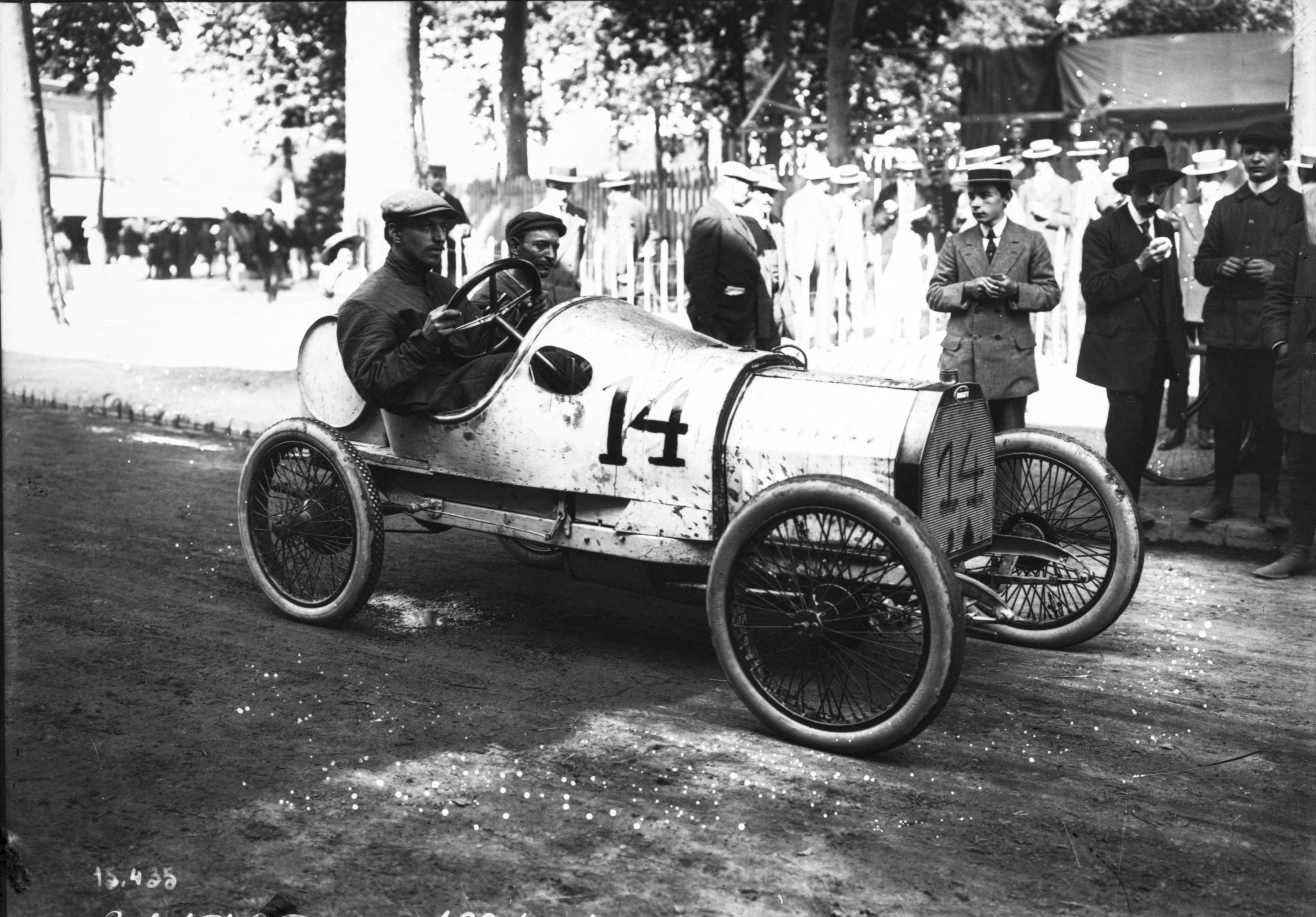
Bugatti Type 13, 2e au Circuit Bugatti du Mans du Grands Prix automobiles de France 1911
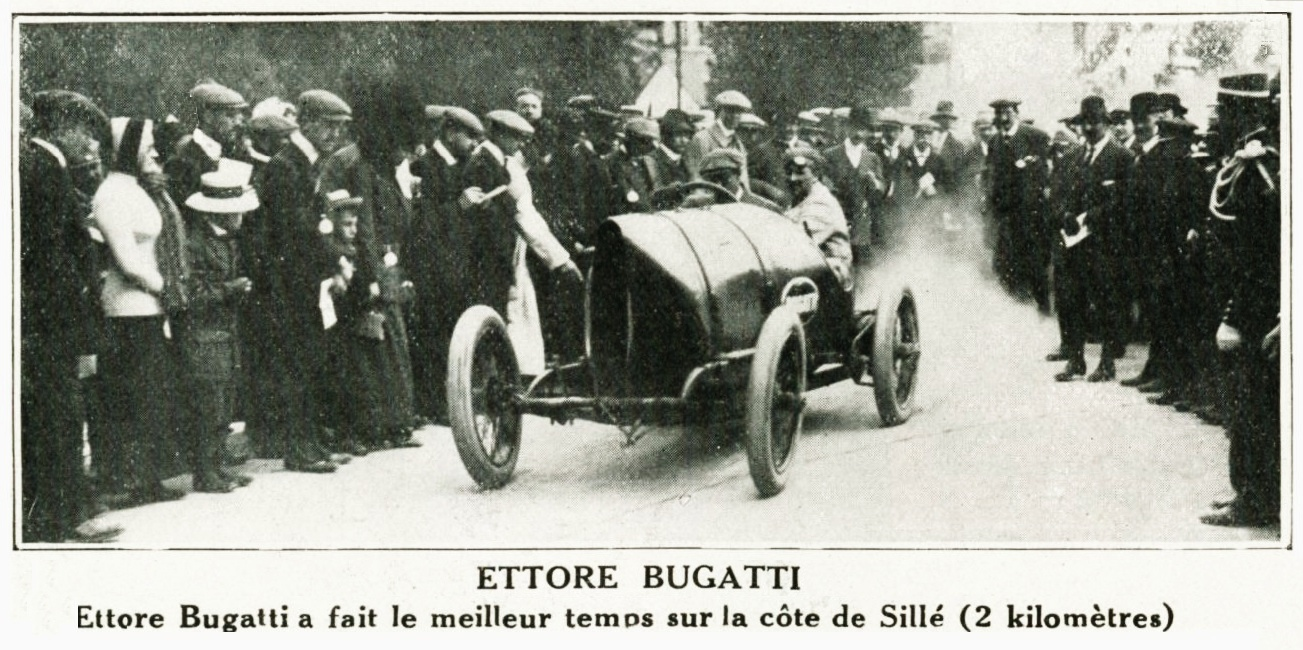
Victoire d'Ettore Bugatti sur Bugatti Type 14 en 1912

Fort du succès de son prototype (testé entre autres à la course de côte de Gaillon), il fonde avec l'aide du banquier Augustin de Vizcaya et de son fils Pierre de Vizcaya, sa propre usine Bugatti de Molsheim-Dorlisheim près de Strasbourg en Alsace, l'année de la naissance de son fils et successeur héritier Jean Bugatti (1909-1939), avec son père Carlo Bugatti (1856-1940), son frère Rembrandt Bugatti (1884-1916), et ses 65 premiers salariés (dont son collaborateur de longue date Ernest Friderich), avec sa devise de toute sa vie « Rien n’est trop beau, rien n’est trop cher » pour sa richissime clientèle d'élite internationale.

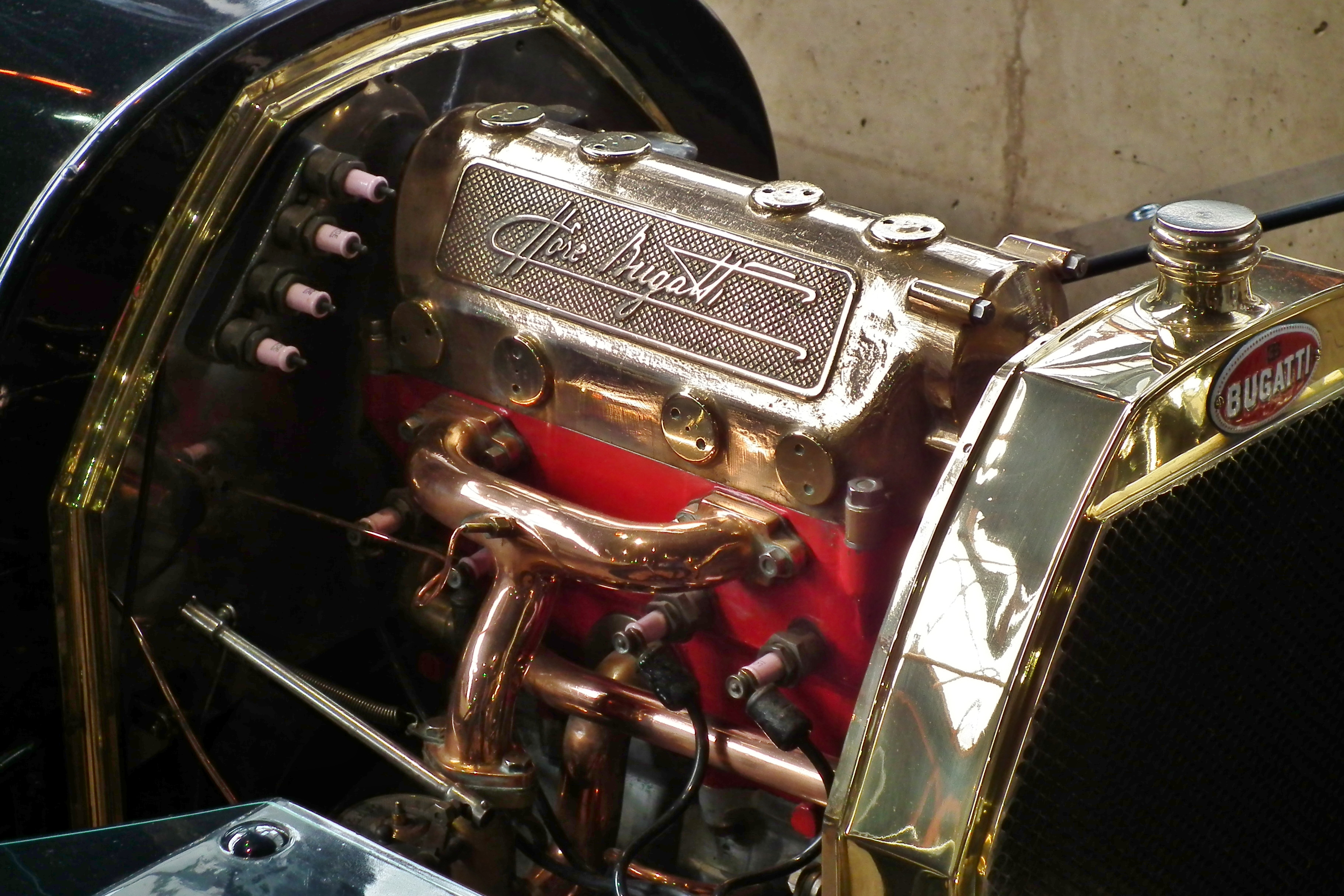
Moteur 4 cylindres en ligne ACT
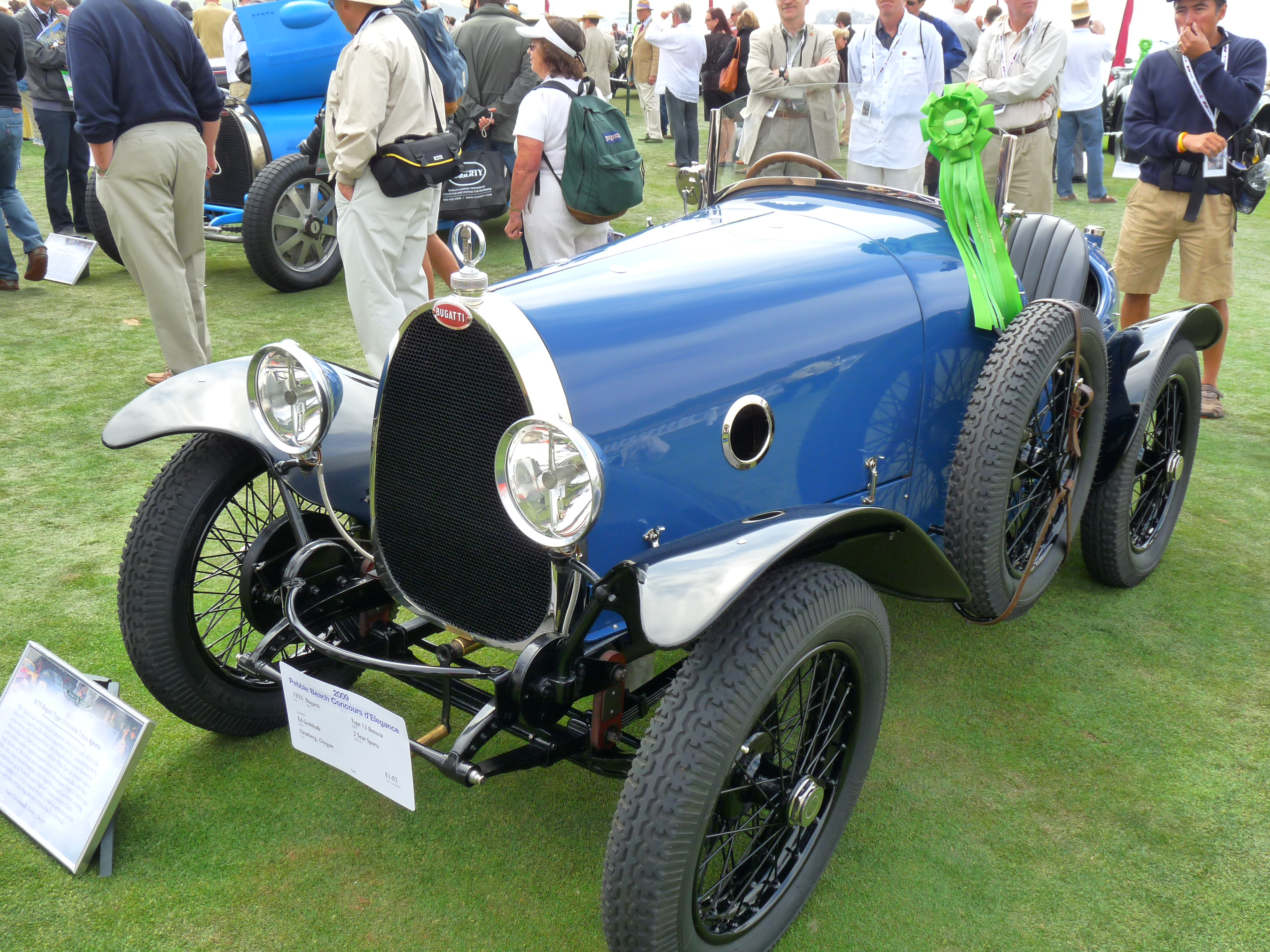
Bugatti Type 13
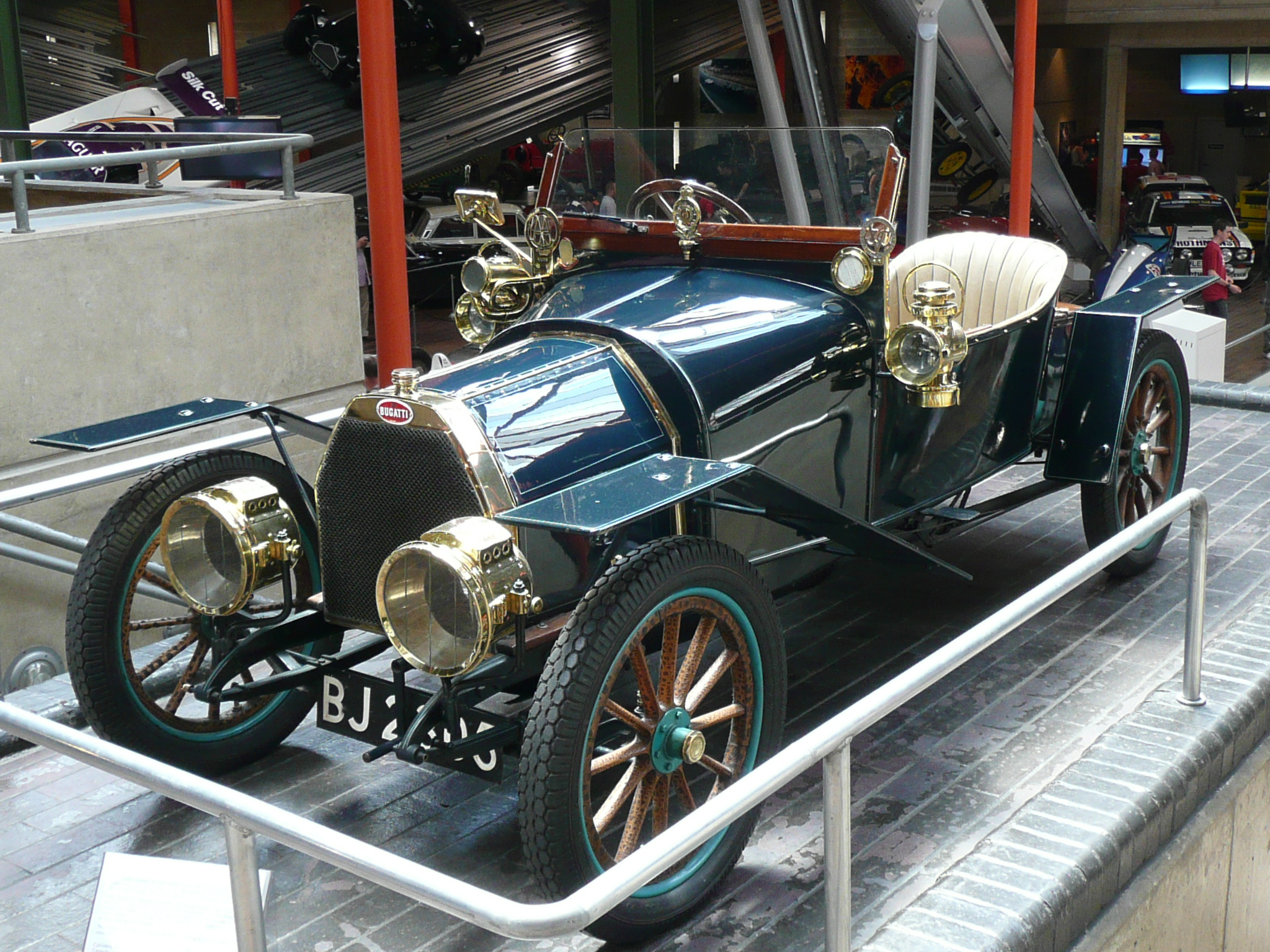
Bugatti Type 15
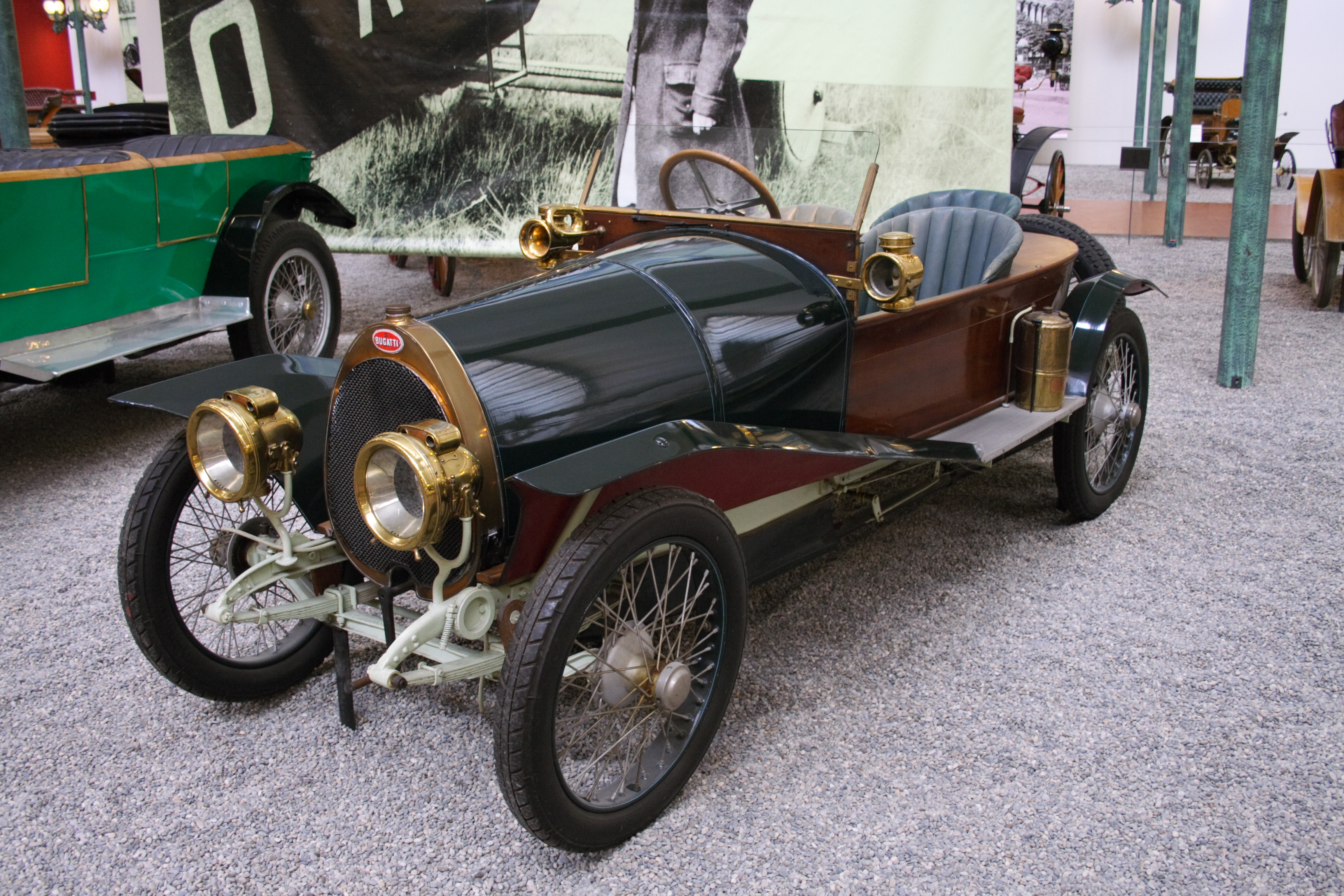
Bugatti Type 17
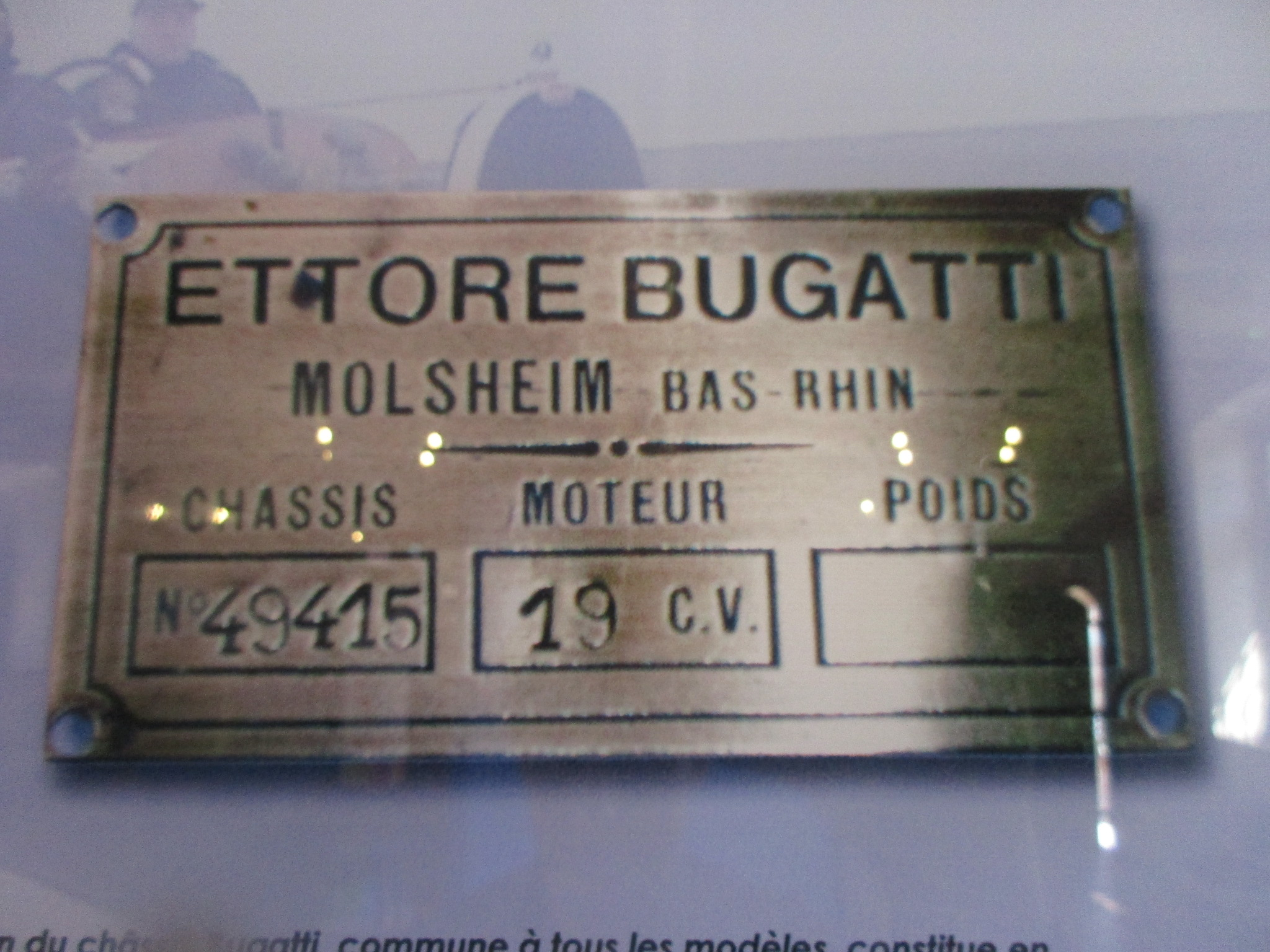
Plaque de numéro de série Bugatti

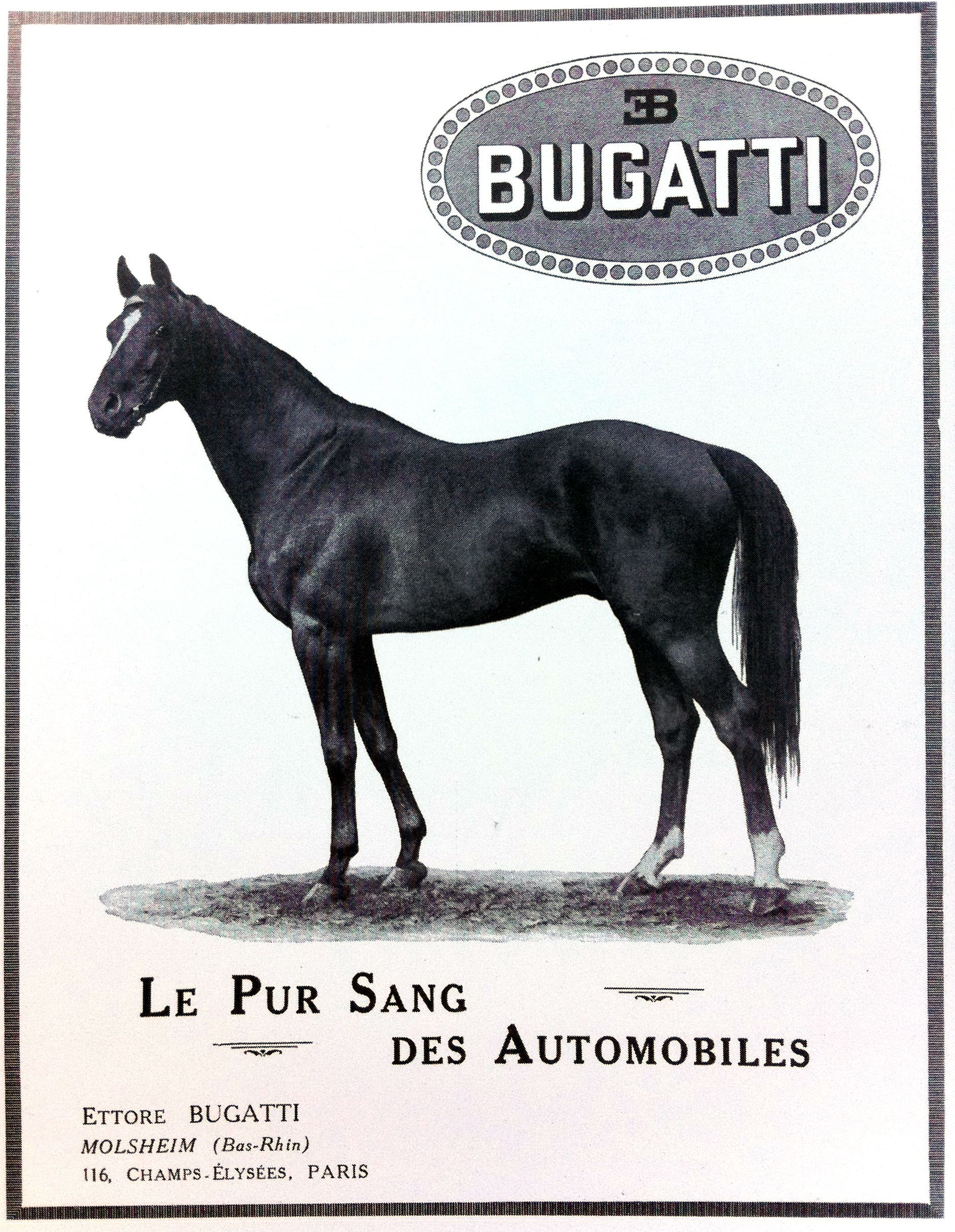
Slogan et publicité Bugatti « Le pur sang des automobiles »

Bugatti remporte un vif succès au salon de l'automobile de Paris 1910 avec sa première série de Bugatti Type 13 de compétition (et variantes routières Bugatti Type 15 et Bugatti Type 17) inspirées de son prototype, avec des caractéristiques techniques avancées pour l'époque, une haute qualité de finition, un haut niveau d'esthétique, de design, et de prix, avec plus de 40 victoires de courses en quatre ans (dans sa catégorie) malgré sa faible cylindrée, grâce à sa légèreté et son exceptionnelle tenue de route. Ses calandres de radiateurs évoluent rapidement vers leur célèbre forme de fer à cheval inspirée de la passion d'Ettore Bugatti pour le sport hippique.
La Bugatti Type 10 historique appartiendrait à ce jour à un collectionneur privé de Californie.